# 罗城镇 (万载县)
罗城镇，是中华人民共和国江西省宜春市万载县下辖的一个乡镇级行政单位。

## 行政区划
罗城镇下辖以下地区：
罗城街社区、罗城村、麻田村、小浒村、卢洲村、黎明村、湖溪村、南垣村、横坑村和藏溪村。